# Rizári
Rizári är en ort i Grekland.   Den ligger i prefekturen Nomós Péllis och regionen Mellersta Makedonien, i den norra delen av landet, 300 km norr om huvudstaden Aten. Rizári ligger 81 meter över havet och antalet invånare är 1 098.
Terrängen runt Rizári är kuperad åt nordväst, men åt sydost är den platt. Runt Rizári är det ganska tätbefolkat, med 124 invånare per kvadratkilometer. Närmaste större samhälle är Édessa, 4,0 km nordväst om Rizári. Trakten runt Rizári består till största delen av jordbruksmark.